# Federação Catarinense do Desporto Universitário
A Federação Catarinense do Desporto Universitário - FCDU é a entidade que regula o esporte universitário em Santa Catarina sendo filiada a Confederação Brasileira do Desporto Universitário. Foi fundada em 11 de fevereiro de 1944.
A FCDU é responsavel pela organização e administração de qualquer evento esportivo entre as diversas entidades universitárias, bem como deve representar o estado de Santa Catarina no restante do território nacional.

## Diretoria
- Presidente - Manoel Obdúlio Rebelo
- Vice Presidente – Edmar de Oliveira Pinto

Conselho Fiscal
- Efetivos  – José Antonio da Rosa, Rui Rizzo e Rogério Coelho
- Suplentes – Ademar José Bittencourt, Christiano Goulart Machado e Jairo Elísio Melo

Diretoria Executiva
- Administrativo – Paulo Cesar dos Santos Borges
- Financeiro – Edson Luiz da Silva
- Jurídico – Luciano Hostings
- Marketing e Relações Públicas – João Kioshi Otuki
- Patrimônio – Wamilson Nunes Orlandi
- Técnico – Paulo Marcelo Soares de Macedo
- Superintendente – Cláudio Henrique Willemann